# Asimilación magmática
La asimilación magmática es el proceso por el cual el magma incorpora roca de caja por fundición de las paredes de la cámara magmática.
De esta manera va a variar la composición del mismo, esto se produce siempre que la temperatura que posea el magma sea suficiente para fundir los minerales constituyentes de estas rocas. 
Entre estas rocas y el magma se producen reacciones que provocan la incorporación de material desde la roca al magma.

## Proceso
La incorporación puede producirse de varias formas:
- Por fusión de los minerales de la roca encajante que pasan a formar parte del fundido cambiando su composición.
- Por reacciones entre el magma y la roca encajante que producen entre ambos transformaciones minerales por intercambio de iones.
- Por inclusión en el magma de fragmentos de roca en los que los minerales se conservan sin transformarse. Estos fragmentos de roca o xenolitos pueden reconocerse posteriormente en la roca magmática.

- Datos: Q24960673